# Сёва (Гумма)
Сёва (яп. 昭和村 Сё:ва-мура) — село в Японии, находящееся в уезде Тоне префектуры Гумма. Площадь села составляет 64,17 км², население — 7790 человек (1 июля 2014), плотность населения — 121,40 чел./км².

## Географическое положение
Село расположено на острове Хонсю в префектуре Гумма региона Канто. С ним граничат города Нумата, Сибукава.

## Население
Население села составляет 7790 человек (1 июля 2014), а плотность — 121,40 чел./км². Изменение численности населения с 1980 по 2005 годы:
| 1980 | 8263 чел. |  |
| 1985 | 8341 чел. |  |
| 1990 | 8198 чел. |  |
| 1995 | 7962 чел. |  |
| 2000 | 7878 чел. |  |
| 2005 | 7783 чел. |  |

## Символика
Деревом села считается сакура, цветком — рододендрон, птицей — Phasianus versicolor.